# النموذج الخلوي للخلية
النموذج الخلوي
لقد كان إنشاء نموذج خلوي مهمة صعبة بشكل خاص لبيولوجيا الأنظمة وعلم الأحياء الرياضي. وهي تنطوي على تطوير خوارزميات فعالة وهياكل البيانات وأدوات التصور والاتصال لتنظيم تكامل كميات كبيرة من البيانات البيولوجية بهدف النمذجة الحاسوبية.
كما أنه مرتبط مباشرة بالمعلوماتية الحيوية والبيولوجيا الحسابية والحياة الاصطناعية.
وهي تنطوي على استخدام محاكاة الكمبيوتر للعديد من الأنظمة الفرعية الخلوية مثل شبكات المستقلبات والإنزيمات التي تشمل التمثيل الغذائي ومسارات تحويل الإشارة والشبكات التنظيمية الجينية لتحليل وتصور الروابط المعقدة لهذه العمليات الخلوية.
تجعل الشبكة المعقدة لعمليات التفاعل / النقل البيوكيميائي وتنظيمها المكاني من تطوير نموذج تنبؤي للخلية الحية تحديًا كبيرًا للقرن الحادي والعشرين.

## نظرة عامة
دورة النواة الخلوية معقدة للغاية وهي واحدة من أكثر المواضيع التي تمت دراستها، لأن سوء تنظيمها يؤدي إلى السرطان. من المحتمل أن يكون مثالًا جيدًا للنموذج الرياضي لأنه يتعامل مع الحصاة الكلوية البسيطة ولكنه يعطي نتائج صحيحة. أنتجت مجموعتان بحثيتان عدة نماذج لدورة الخلية تحاكي العديد من الكائنات الحية. لقد أنتجوا مؤخرًا نموذجًا عامًا لدورة نواة الخلية يمكن أن يمثل نوعًا حقيقيًا من النوى اعتمادًا على قيم المعلمات، مما يدل على أن خصوصية دورات الخلايا الفردية ترجع إلى تركيزات البروتين المختلفة والترابط، في حين يتم الحفاظ على الآليات الأساسية (Csikasz-Nagy et al، 2006).
من خلال نظام المعادلات التفاضلية العادية، تظهر هذه النماذج التغيير في الوقت (النظام الديناميكي) للبروتين داخل خلية نموذجية واحدة؛ يُسمى هذا النوع من النماذج عملية حتمية (في حين يُطلق على النموذج الذي يصف التوزيع الإحصائي لتركيزات البروتين في مجموعة من الخلايا عملية عشوائية).
للحصول على هذه المعادلات، يجب القيام بسلسلة تكرارية من الخطوات: أولاً، يتم الجمع بين النماذج والملاحظات العديدة لتشكيل رسم بياني توافقي ويتم اختيار القوانين الحركية المناسبة لكتابة المعادلات التفاضلية لتفاعلات الإنزيم والركيزة ولعوامل النسخ فائقة الحساسية، وبعد ذلك يجب تركيب معلمات المعادلات (ثوابت المعدل، معاملات كفاءة الإنزيم وثوابت Michaelis) لتتناسب مع الملاحظات؛ عندما لا يمكن تركيبها يتم تعديل المعادلة الحركية وعندما لا يكون ذلك ممكنا يتم تعديل مخطط الأسلاك. يتم تجهيز المعلمات والتحقق منها باستخدام ملاحظات لكل من النوع البري والطفرات، مثل نصف عمر البروتين وحجم الخلية.
من أجل ملاءمة المعلمات، يجب دراسة المعادلات التفاضلية. يمكن القيام بذلك إما عن طريق التحفيز أو عن طريق التحليل.
في المحاكاة، بالنظر إلى متجه البداية (قائمة قيم المتغيرات)، يتم حساب تقدم النظام عن طريق حل المعادلات في كل إطار زمني بزيادات صغيرة.
في التحليل، يتم استخدام خصائص المعادلات للتحقق من سلوك النظام اعتمادًا على قيم المعلمات والمتغيرات. يمكن تمثيل نظام المعادلات التفاضلية كحقل متجه، حيث يصف كل متجه التغيير (بتركيز بروتينين أو أكثر) يحدد أين وكيف يتجه المسار (المحاكاة). يمكن أن تحتوي حقول المتجه على عدة نقاط خاصة: نقطة ثابتة، تسمى بالوعة، تجذب في جميع الاتجاهات (مما يجبر التركيزات على أن تكون عند قيمة معينة)، نقطة غير مستقرة، إما مصدر أو نقطة سرج تتنافر (مما يجبر التركيزات للتغيير بعيدًا عن قيمة معينة)، ودورة حدية، مسار مغلق تتجه نحوه عدة مسارات.
 
يسمى التمثيل الأفضل الذي يمكن أن يعالج عددًا كبيرًا من المتغيرات والمعلمات مخطط التشعب (نظرية التشعب): يتم تمثيل وجود نقاط الحالة الثابتة الخاصة عند قيم معينة للمعلمة (مثل الكتلة) بنقطة ومرة واحدة تمر المعلمة بقيمة معينة، يحدث تغير نوعي، مع عواقب عميقة لتركيزات البروتين: دورة الخلية لها أطوار (تتطابق جزئيًا مع G1 و G2) حيث الكتلة، عبر نقطة مستقرة، تتحكم في مستويات cyclin ، ومراحل (مراحل S و M) حيث تتغير التركيزات بشكل مستقل، ولكن بمجرد تغير المرحلة في حدث التشعب (نقطة فحص دورة الخلية)، لا يمكن للنظام العودة إلى المستويات السابقة منذ ذلك الحين تختلف الكتلة الحالية للمجال المتجه بشكل عميق ولا يمكن عكس الكتلة مرة أخرى من خلال حدث التشعب، مما يجعل نقطة التفتيش لا رجعة فيها. على وجه الخصوص، يتم تنظيم نقاط التفتيش S و M عن طريق التشعبات الخاصة التي تسمى تشعبات هوبف وتفرع فترة لا نهائية.

## المحاكاة على المستوى الجزيئي
الخلية الجماعية هي برمجيات التي تمكن المرء من تخزين البيانات البيولوجية الديناميكية، وبناء النماذج الحسابية، وتحفيز، وكسر، وإعادة إنشاء النماذج. يقود هذا التطوير توماس هيليكار ، الباحث في مجال علم الأحياء الحسابي. وهي مصممة لعلماء الأحياء والطلاب الذين يتعلمون عن علم الأحياء الحسابي والمعلمين الذين يركزون على تدريس علوم الحياة والباحثين في مجال علوم الحياة. يتم دمج تعقيدات الرياضيات وعلوم الكمبيوتر في الواجهة الخلفية ويمكن للمرء أن يتعلم عن الأساليب المستخدمة لنمذجة الأنواع البيولوجية، ولكن معادلات الرياضيات المعقدة والخوارزميات والبرمجة ليست مطلوبة وبالتالي لن تعوق بناء النموذج.
يعتمد الإطار الرياضي وراء الخلية الجماعية على تقنية نمذجة نوعية (منفصلة) مشتركة حيث يتم وصف الآلية التنظيمية لكل عقدة بوظيفة منطقية [لمزيد من المعلومات الشاملة عن النمذجة المنطقية.
التحقق من صحة النموذج تم بناء النموذج باستخدام المعلومات المحلية (مثل تفاعل البروتين). بمعنى آخر، خلال مرحلة بناء النموذج، لم تكن هناك محاولة لتحديد التفاعلات المحلية بناءً على أي أنماط أو ظواهر أكبر. ومع ذلك، بعد اكتمال النموذج، تضمن التحقق من دقة النموذج اختباره من أجل القدرة على إعادة إنتاج ظواهر المدخلات والمخرجات المعقدة التي تمت ملاحظتها في المختبر. للقيام بذلك، تمت محاكاة نموذج الخلايا التائية في ظل العديد من الحالات الخلوية وتم تحليلها من حيث منحنيات جرعة المدخلات والمخرجات والاستجابة لتحديد ما إذا كان النموذج يتصرف كما هو متوقع، بما في ذلك تأثيرات المصب المختلفة نتيجة لتنشيط TCR ، مستقبلات G- بروتين، سيتوكين، ومسارات الإندرين.
يهدف مشروع الخلية الإلكترونية إلى «جعل محاكاة الخلايا الكاملة الدقيقة على المستوى الجزيئي ممكنة». .
قدمت CytoSolve - التي طورها V. A. Shiva Ayyadurai و C. Forbes Dewey Jr. من قسم الهندسة البيولوجية في معهد ماساتشوستس للتكنولوجيا - طريقة لنمذجة الخلية بأكملها من خلال دمج نماذج متعددة للمسارات الجزيئية ديناميكيًا. . "].
في عدد يوليو 2012 من الخلية، نشر فريق بقيادة ماركوس كوفيرت في ستانفورد النموذج الحسابي الأكثر اكتمالاً للخلية حتى الآن. يحتوي نموذج الأعضاء التناسلية للميكوبلازما البالغ 500 جين تقريبًا على 28 مكونًا مستقلًا خوارزميًا يتضمن عملًا من أكثر من 900 مصدر. وهو يفسر تفاعلات الجينوم الكامل، و transcriptome ، والبروتين، والتمثيل الغذائي للكائن الحي، مما يمثل تقدمًا كبيرًا لهذا المجال.
ركزت معظم محاولات نمذجة عمليات دورة الخلية على التفاعلات الجزيئية الواسعة والمعقدة للعديد من المواد الكيميائية المختلفة، بما في ذلك العديد من جزيئات كيناز التي تعتمد على cyclin و cyclin لأنها تتوافق مع مراحل S و M و G1 و G2 من دورة الخلية. في مقال نشر عام 2014 في علم الأحياء الحسابي PLOS ، أنتج المتعاونون في جامعة أكسفورد، فيرجينيا للتكنولوجيا ومعهد Génétique et Développement de Rennes نموذجًا مبسطًا لدورة الخلية باستخدام تفاعل cyclin / CDK واحد فقط. أظهر هذا النموذج القدرة على التحكم في انقسام الخلايا الوظيفية تمامًا من خلال التنظيم والتعامل مع التفاعل الوحيد، بل سمح للباحثين بتخطي المراحل من خلال تغيير تركيز CDK. يمكن أن يساعد هذا النموذج في فهم كيفية ترجمة التفاعلات البسيطة نسبيًا لمادة كيميائية واحدة إلى نموذج من المستوى الخلوي لتقسيم الخلية.